# Bengala neerlandesa
La Bengala neerlandesa fue una dirección de la Compañía Neerlandesa de las Indias Orientales en la Bengala Mogol entre 1610 y hasta la liquidación de la compañía en 1800. Luego se convirtió en una colonia del Reino de los Países Bajos hasta 1825, cuando fue cedida a los británicos de acuerdo con el Tratado anglo-neerlandés de 1824. La presencia neerlandesa en la región comenzó con el establecimiento de un puesto comercial en Pipili en la desembocadura del río Subarnarekha en Odisha. La antigua colonia es parte de lo que hoy se llama la India neerlandesa. El 50% de los textiles y el 80% de las sedas se importaron de Bengala al Imperio neerlandés.

## Historia
A partir de 1615, la Compañía Neerlandesa de las Indias Orientales comercio con Bengala. En 1627, se estableció un puesto comercial en Pipili. En 1635 se estableció un asentamiento en Chinsurah adyacente a Hooghly para comerciar opio, sal, muselina y especias. Construyeron un fuerte llamado Fort Gustavus, una iglesia y varios otros edificios. Un famoso francés, el general Perron, que se desempeñó como asesor militar de los Marathas, se estableció en esta colonia neerlandesa y construyó una casa grande aquí.
El comercio prosperó en la Subah de Bengala, la región más desarrollada del Imperio mogol a principios del siglo XVIII, a tal punto que los administradores de la Compañía Neerlandesa de las Indias Orientales permitieron a Hooghly-Chinsura en 1734 comerciar directamente con la República Holandesa, en lugar de entregar primero sus bienes a Batavia. El único otro acuerdo de la Compañía Neerlandesa de las Indias Orientales que tenía este derecho fue el Ceilán neerlandés.
El control holandés sobre Bengala estaba disminuyendo frente a la rivalidad anglo-francesa en India a mediados del siglo XVIII, y su estatus en Bengala se redujo al de una potencia menor con la victoria británica en la Batalla de Plassey en 1757.
Bengala neerlandesa fue ocupada por las fuerzas británicas en 1795, debido a las cartas de Kew escritas por el titular holandés Guillermo V, Príncipe de Orange, para evitar que la colonia fuera ocupada por Francia. El Tratado angloholandés de 1814 restauró la colonia al dominio holandés, pero con el deseo de dividir a las Indias en dos esferas de influencia separadas, los holandeses cedieron todo su establecimiento en la península india a los británicos con el Tratado angloholandés de 1824.

## Legado
Desde entonces, Fort Gustavus fue borrado de la faz de Chinsurah y la iglesia se derrumbó recientemente debido al desuso, pero gran parte de la herencia neerlandesa permanece. Estos incluyen el cementerio holandés, los viejos cuarteles (ahora Tribunal de Chinsurah), la residencia del gobernador, la casa del general Perron, ahora el Colegio Chinsurah conocido como Hooghly Mohsin College y el antiguo edificio de la fábrica, ahora la oficina del Comisionado de División. Hugli-Chinsurah es ahora la ciudad del distrito del distrito de Hooghly en la moderna Bengala Occidental.